# Michał Marciniak (futsalista)
Michał Marciniak (ur. 22 sierpnia 1986) – polski futsalista, piłkarz plażowy, zawodnik z pola.
Obecnie jest zawodnikiem Gatty Zduńska Wola, z którą w sezonie 2011/2012 zdobył Puchar Polski. W sezonie 2012/2013 z trzydziestoma bramkami na koncie został królem strzelców ekstraklasy. Występuje także w reprezentacji Polski. Na piasku reprezentuje drużynę KP Łódź.
Zawodowo podjął służbę w Państwowej Straży Pożarnej w Brzezinach (woj. łódzkie).